# 貝爾哈內耶蘇斯·德梅雷烏·蘇拉菲爾
貝爾哈內耶蘇斯·德梅雷烏·蘇拉菲爾（1948年7月14日—）是埃塞俄比亞籍天主教司鐸級樞機、遣使會會士、現任埃塞俄比亞禮天主教阿的斯阿貝巴都主教區都主教、埃塞俄比亞禮天主教會之領袖及埃塞俄比亞首席主教。

## 生平
貝爾哈內耶蘇斯於1948年7月14日在埃塞俄比亞哈勒爾附近的Tchela Claka出生。後來他進入Makanissa大修院和加入遣使會。他於1978年7月4日晉鐸。他曾在宗座額我略大學修讀社會學。
他於1994年獲任命為吉瑪-蓬加宗座代牧區宗座代牧。他於1998年1月25日晉牧。他於1999年7月7日當選埃塞俄比亞禮天主教阿的斯阿貝巴都主教區都主教，並獲教宗若望·保祿二世任命為該都主教區都主教兼埃塞俄比亞禮天主教會領袖。
教宗方濟各於2015年1月4日在三鐘經祈禱活動結束之際宣佈將他擢升為樞機。他於於隔月14日與教宗舉行共祭彌撒大典，並獲擢升為司鐸級樞機。